# El Campillo de la Jara
El Campillo de la Jara település Spanyolországban, Toledo tartományban. El Campillo de la Jara Aldeanueva de San Bartolomé, La Estrella, La Nava de Ricomalillo, Sevilleja de la Jara, Puerto de San Vicente és Mohedas de la Jara községekkel határos. Lakosainak száma 322 fő (2024).

## Népesség
A település népessége az utóbbi években az alábbiak szerint változott:
| Lakosok száma | 502  | 465  | 430  | 433  | 446  | 410  | 373  | 344  | 336  | 322  |
|               | 2001 | 2004 | 2007 | 2009 | 2012 | 2014 | 2017 | 2019 | 2022 | 2024 |